# Дяченко Василь Панасович
Василь Панасович Дяченко (нар. 23 червня (6 липня) 1906, село Опришки, тепер Глобинського району Полтавської області — 15 лютого 1942, місто Старобільськ Луганської області) — український музикознавець. Дослідник життя та творчості українських композиторів Миколи Леонтовича, Миколи Лисенка, Віктора Косенка, Льва Ревуцького.

## Біографія
Василь Панасович Дяченко народився в сім'ї селянина. Закінчивши семирічку та Кременчуцький педагогічний технікум, чотири роки учителював у селі Глобине (нині місто, один із районних центрів Полтавської області). 1929 року переїхав до Запоріжжя і працював на Дніпробуді.
Відбувши військову службу, Дяченко 1934 року вступив на вокальний відділ Київського державного музичного училища, а через рік — до Київської державної консерваторії (нині Національна музична академія України імені Петра Чайковського), історико-теоретичний факультет якої закінчив 1940 року. Того ж року вступив до аспірантури Інституту фольклору Академії наук УРСР (нині Інститут мистецтвознавства, фольклористики та етнології імені М. Т. Рильського НАН України).
1941 року на початку війни з німцями Дяченка мобілізували до Червоної армії. Його призначили командиром підрозділу одного з протитанкових артилерійських полків. У боях на Полтавщині Дяченка тяжко поранили. Він помер у військовому шпиталі 15 лютого 1942 року.

## Праці
За недовгий час музикознавчої діяльності Василь Дяченко написав такі праці:
- «Принципи обробок народної пісні у М. Леонтовича» («Українська музикальна спадщина», «Мистецтво», 1940).
- «М. Д. Леонтович» («Радянська музика», 1940, № 1), 1985 року вийшло 4-те видання.
- «М. Леонтович» (малюнки з життя, «Мистецтво», 1941).
- «Микола Віталійович Лисенко — життя і діяльність» («Мистецтво», 1941).
- «В. С. Косенко — життя і творчість» (монографія, рукопис).
- «Л. М. Ревуцький — життя і творчість» (рукопис).
- «М. Д. Леонтович» (монографія, рукопис).